# ニキータ・ロシフォフ
ニキータ・イゴレヴィチ・ロシフォフ（Nikita Igorevich Iosifov、2001年4月11日 - ）は、ロシア・ミチュリンスク出身のサッカー選手。CDミランデス所属。ポジションはMF。

## クラブ経歴
2020年8月11日、FCルビン・カザンとの試合にて、途中交代でFCロコモティフ・モスクワでのプロデビューを果たした。
2021年7月21日、5年契約でビジャレアルCF Bに移籍した。同年11月30日、コパ・デル・レイの6部ビクトリアCF戦にてトップチームデビューを果たした。
2023年7月5日、CDミランデスに2年契約で移籍した。